# NO SMOKING
『NO SMOKING』（ノー スモーキング）は、2019年の日本のドキュメンタリー映画。

## 概要
細野晴臣の音楽活動50周年を記念して制作されたドキュメンタリー映画である。題名は、作中の、細野のワールドツアー中、ホテル等が「NO SMOKING」状態のため、愛煙家の細野が室外に出て煙草を吸うシーンが多々、あったことに由来している。なお、映画内で細野は「煙草は音楽にとって重要ですか？」と質問され、「もちろん重要。煙草の間をとおって音楽は出てくる」と回答している。
監督はNHKで「紅白歌合戦」「MUSIC JAPAN」「スコラ 坂本龍一 音楽の学校」「岩井俊二のMOVIEラボ」「Eダンスアカデミー」など数々の番組を手掛け、ドキュメンタリー映画としては「WE ARE Perfume -WORLD TOUR 3rd DOCUMENT」を監督した佐渡岳利。2018年から2019年にかけて行われた細野のワールドツアーのライブ映像も収録されている。

## 出演
- 細野晴臣
- ヴァン・ダイク・パークス
- 小山田圭吾
- 坂本龍一
- 高橋幸宏
- 星野源
- マック・デマルコ
- 水原希子
- 水原佑果
- 宮沢りえ

## スタッフ
- 監督：佐渡岳利
- プロデューサー：飯田雅裕
- 音楽：細野晴臣
- ナレーション：星野源
- 制作幹事：朝日新聞社
- 配給：日活
- 制作プロダクション：NHKエンタープライズ